# Viitasoo
Viitasoo – wieś w Estonii, w prowincji Hiuma, w gminie Kõrgessaare.
Spisy ludności z lat 2012, 2010 i 2009 nie wzmiankują liczby ludności wsi.